# Sonzay
Sonzay ist eine französische Gemeinde mit 1.414 Einwohnern (Stand: 1. Januar 2022) im Département Indre-et-Loire in der Region Centre-Val de Loire; sie gehört zum Arrondissement Chinon und zum Kanton Château-Renault. Die Einwohner werden Sonzéens und Sonzéennes genannt.

## Geographie
Sonzay liegt etwa 21 Kilometer nordwestlich von Tours. Das Gemeindegebiet wird vom Fluss Fare durchquert, an der südöstlichen Gemeindegrenze verläuft die Bresme.

### Nachbargemeinden
Umgeben wird Sonzay von den Nachbargemeinden Saint-Paterne-Racan im Norden, Neuillé-Pont-Pierre im Nordosten und Osten, Semblançay im Osten und Südosten, Pernay im Südosten und Süden, Ambillou im Süden sowie Souvigné im Westen.

## Bevölkerungsentwicklung
| Jahr                       | 1962 | 1968 | 1975 | 1982 | 1990 | 1999 | 2006 | 2013 | 2021 |
| Einwohner                  | 1018 | 1005 | 967  | 935  | 1085 | 1120 | 1233 | 1381 | 1418 |
| Quellen: Cassini und INSEE |      |      |      |      |      |      |      |      |      |

## Sehenswürdigkeiten
- Kirche Saint-Genest mit Gegenständen der Kirchenausstattung, die als Monument historique klassifiziert sind
- Schloss La Motte-Sonzay aus dem 16. Jahrhundert, seit 1959 als Monument historique klassifiziert
- Schloss Les Cartes aus dem 18. Jahrhundert, seine Fassaden und Dächer sind seit 1948 als Monument historique eingeschrieben
- Wasserturm

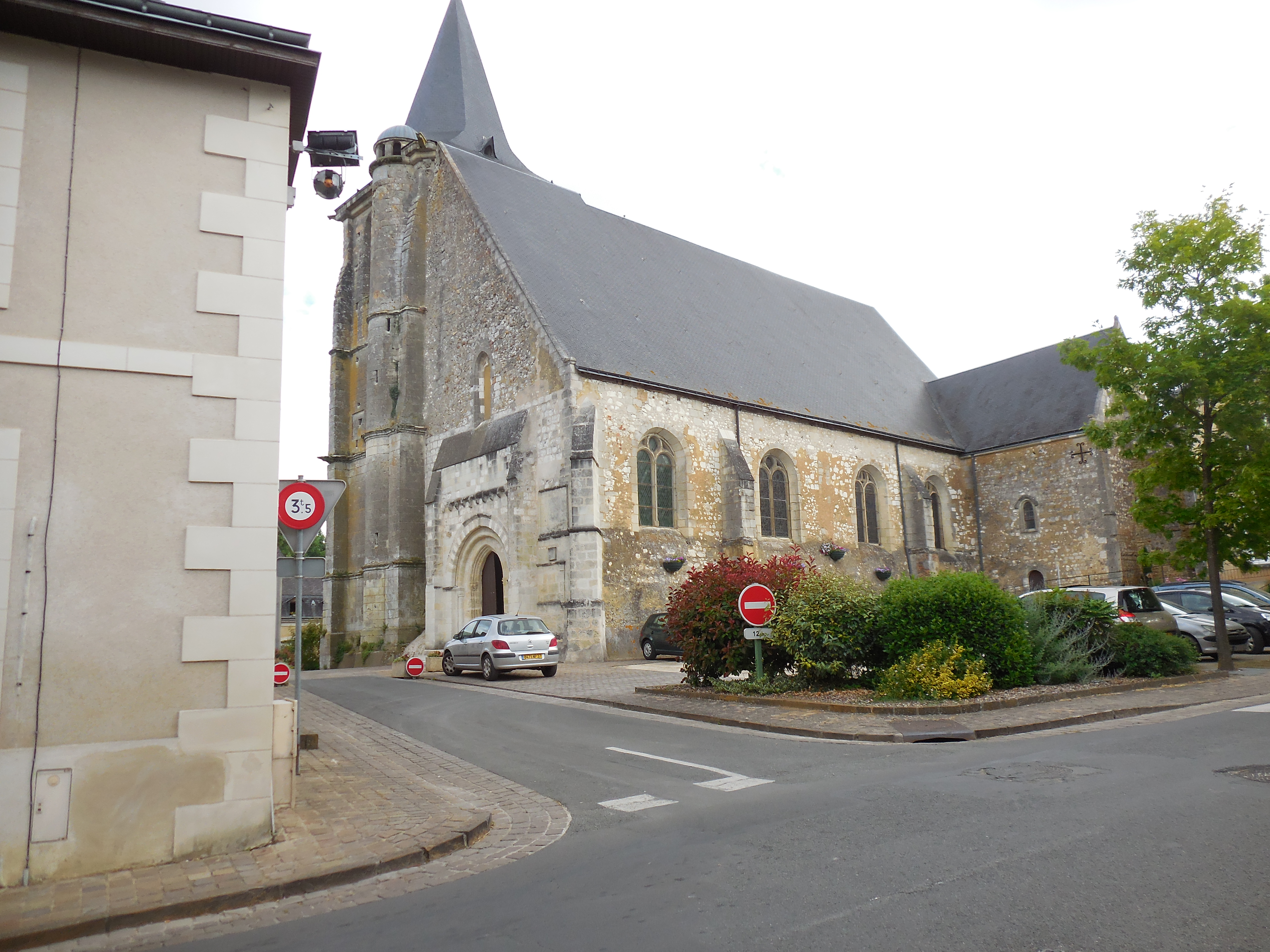
Kirche Saint-Genest
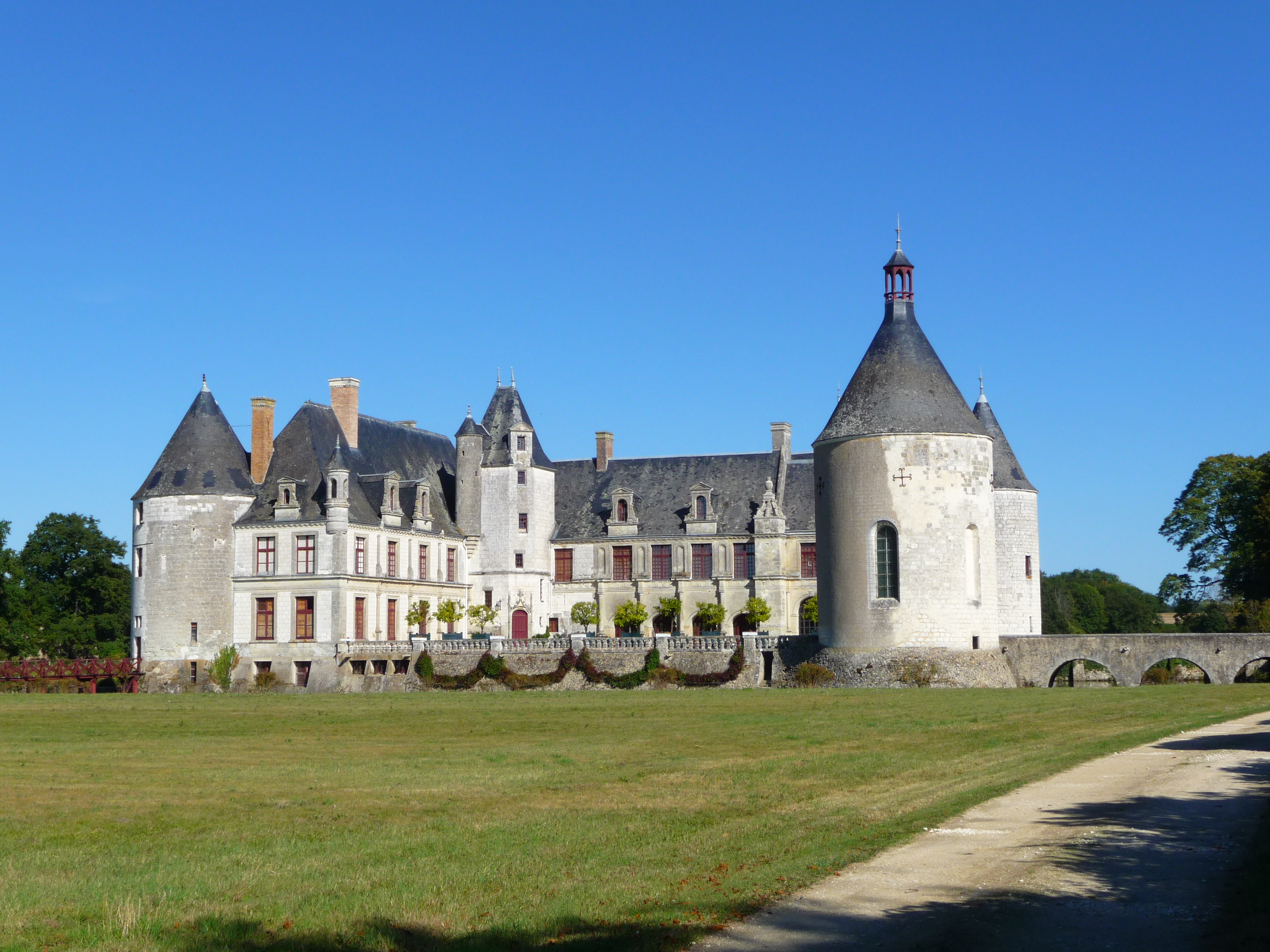
Schloss La Motte-Sonzay
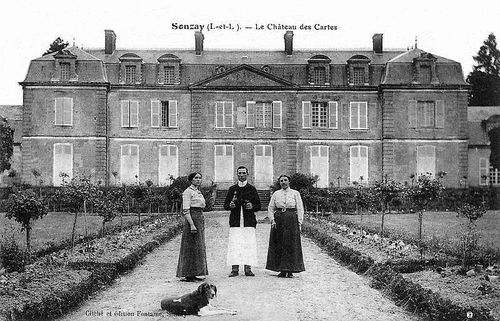
Schloss Les Cartes auf einer Postkarte des frühen 20. Jahrhunderts